# Паркадзе, Лука
Лу́ка Парка́дзе (груз. ლუკა პარკაძე; 6 апреля, 2005) — грузинский футболист, атакующий полузащитник немецкой «Баварии».

## Клубная карьера
Паркадзе является воспитанником клуба «Динамо» из его родного города Тбилиси.  В августе 2022 года «Бавария» объявила о том, что летом 2023 года Лука присоединится к мюнхенскому клубу. За «Динамо» дебютировал 20 августа 2022 года в чемпионате Грузии в матче против клуба «Дила».

## Карьера в сборной
Выступал за сборные Грузии до 17, до 18 и до 19 лет.